# زمین‌لرزه ۲۰۲۱ هائیتی
زمین‌لرزه ۲۰۲۱ هائیتی (انگلیسی: 2021 Haiti earthquake) در ساعت ۸:۲۹:۰۹ به وقت محلی در روز ۱۴ اوت ۲۰۲۱ شبه جزیره تیبورن جزیره هیسپانیولا کشور هائیتی به وقوع پیوست. کانون زمین‌لرزه با شدت ۷٫۲ در مقیاس بزرگی سیسمیک در عمق ۱۰ کیلومتری و در فاصله ۱۵۰ کیلومتری از پورتو پرنس، پایتخت هائیتی، بوده است. در اثر آن بیش از ۸۲۰۰ ساختمان آسیب دید یا تخریب شد و دست کم ۱۲۹۷ کشته شدند. این زمین لرزه تا ماه اوت مرگبارترین زلزله سال ۲۰۲۱ بوده است.